# 安立路

40°01′05″N 116°24′30″E / 40.0179976°N 116.4083024°E
安立路是北京市朝阳区的一条南北向主干道。

## 简介
安立路北起朝阳区与昌平区交界的清河立水桥，南至朝阳区北四环中路安慧桥，全长6.33千米。安立路在立水桥向北与北苑路交汇为立汤路，在安慧桥连接安定路。安立路因连接安定路与立水桥而得名。
安立路原为土路，1987年将与大屯路相交路口以南的路段拓宽，为1990年亚运会的配套工程；2008年北段改造完成并与南段贯通，为2008年奥运会的配套工程。